# Іткін Анатолій Зіновійович
Анатолій Зіновійович Іткін (нар. 28 січня 1931, Москва) — російський графік; член Спілки художників СРСР з 1961 року.

## Біографія
Народився 28 січня 1931 року в місті Москві в сім'ї службовців. Дитинство провів на околиці міста в Останкіно. 1940 року його сім'я переїхала до комунальної квартири будинку Наркомфіна на Ленінградському шосе. Під час німецько-радянської війни був евакуйований до Юр'євця та Казані. Навесні 1943 року повернувся до Москви..
Протягом 1943—1950 років навчався у Московській середній художній школі. Після її закінчення рік навчався в Латвійській академії мистецтв, а у 1951 році перевівся на графічний факультет Московського державного художнього інституту імені Василя Сурикова, де навчався у Михайла Родіонова, Петра Суворова. Дипломна робота — ілюстрації і оформлення повісті «Доля барабанщика» Аркадія Гайдара (керівник — Борис Дехтерьов).
Ще під час навчання, з 1954 року, почав працювати художником-ілюстратором у московських видавництвах «Дитяча література», «Малюк», «Радянська Росія» та інших.
У 2010-х роках співпрацював з видавництвами «Дрофа-Плюс», «Махаон», «Нігма».

## Творчість
В радянський час ілюстрував і оформлював книги переважно для дітей і юнацтва, зокрема:
- альманах «Світ пригод» (1955, у співавторстві);
- «Де ріс ясень» Валентини Туренської (1956);
- «Бронепоїзд 14-69» Всеволода Іванова (1957);
- «Є на Волзі скеля» Лева Кассіля (1958, варіант — 1960);
- «Від багаття до котла» Євгенія Пермяка (1959, варіант — 1971);
- «Коза на вертольоті» Йосипа Діка (1960);
- «Заходьте у світлий клас» Валентина Бичко (1962);
- «Мартіні» може згаснути" Олександра Кулешова (1963);
- «Відкриття світу» Василя Смирнова (1964);
- «Йшов вулицею солдат» Сергія Баруздіна (1965, варіанти 1968 і 1969);
- «Юність Пушкіна» Олександра Слонімського (1966);
- «Фронт приходить до нас» Булата Окуджави (1967);
- «Максимка» Софії Могилевської (1968);
- «Спогади і незвичайні подорожі Захара Загадкіна» Михайла Ілліна (1969, варіант — 1976);
- «У садах Ліцею» Лева Рубінштейна (1970; оригінали — туш, перо, акварель — 1968; Музей Олександра Пушкіна в Москві);
- «Батальйон чотирьох» Леоніда Соболєва (1971);
- «Казка про гучний барабан» Софії Могилевської (1972);
- «Залізна воля» Йосипа Діка (1972);
- «Кюхля» Юрія Тинянова (1972);
- «Комедії» Дениса Фонвізіна (1973);
- «Черемиш — брат героя» Лева Кассіля (1974);
- «Капітанська дочка» Олександра Пушкіна (1974);
- «Доля барабанщика» Аркадія Гайдара (1975);
- «Повість про декабриста Петра Муханова» Тамари Медведкової і Володимира Муравйова (1975).

Також ілюстрував твори Миколи Карамзіна, Петра Вяземського, Михайла Лермонтова, Івана Тургенєва, Миколи Некрасова, Івана Гогчарова, Шарля Перро, Оноре де Бальзака, Марка Твена, Александра Дюма, Жюля Верна, Фенімора Купера, Антуана Прево, П'єра Шодерло де Лакло. Всього проілістрував понад 200 творів радянської, російської і світової літератури.
Довгі роки працював у техніці естампа (кольорові літографія і ліногравюра), писав аквареллю. Виконав серії:
- «Юність Пушкіна» (1966—1967; кольорові літографії);
- «Поети пушкінської пори» (1960-ті; кольорові літографії);
- «По Середній Азії» (1968, фломастер);
- «Дитинство в Останкіно» (1972, автолітографія).

Брав участь у виставках з 1956 року, зокрема:
- 5-й Всесоюзній виставці дипломних робіт студентів художніх вузів СРСР (1956);
- 3-й виставці робіт художників-журналістів (1965);
- Осінній виставці московських художників (1966);
- 3-й республіканській художній виставці «Радянська Росія» (1967);
- Всесоюзній виставці естампу (1967);
- «Художники Москви — 50-річчю Жовтня» (1967);
- Виставці присвяченій 100-річчю від дня народження Володимира Леніна (1971);
- «СРСР — наша Батьківщина» (1972).

Персональні виставки пройшли у Державному літературному музеї у 2004 році, у Школі акварелі Сергія Андріяки у 2012 році, у Російській державній дитячій бібліотеці у 1993, 2002, 2016 роках.
Деякі роботи зберігаються у Всеросійському музеї О. С. Пушкіна у місті Пушкіні.
У 2017 році у видавництві «Нігма» вийшла автобіографічна книга Анатолія Іткіна «Вздовж по пам'яті» — спогади про себе та сучасників, роздуми про мистецтво ілюстрації.

## Відзнаки
- Заохочувальний диплом на Всесоюзному конкурсі «Кращі видання СРСР 1965 року» за книгу Сергія Баруздіна «Йшов вулицею солдат» (1965);
- Диплом II ступеня на Всесоюзному конкурсі «Кращі видання СРСР 1967, 1968, 1969, 1970 років» за книгу Лева Рубінштейна «У садах Ліцею» (1970);
- Диплом II ступеня на Всесоюзному конкурсі «Кращі видання СРСР 1974 року» за книгу Олександра Пушкіна «Капітанська дочка» (1974);
- Диплом III ступеня на Всесоюзному конкурсі «Мистецтво книги» за книгу Натана Ейдельмана «Брати Бестужеви» (1985);
- Заслужений художник Росії з 1998 року;
- Спеціальний диплом «За особливий внесок у мистецтво книжкової графіки, вірність естетичним принципам» на Всеросійському конкурсі книжкової ілюстрації «Образ книги» (2014);
- Лауреат 12 Міжнародного конкурсу книжкової ілюстрації та дизайну «Образ книги» у категорії «Найкращі ілюстрації до творів художньої літератури» за ілюстрації до книги Марка Твена «Пригоди Тома Сойєра» (2019)[1].